# Chotież Kołodieź
Chotież Kołodieź, także Chotież-Kołodieź (ros. Хотеж Колодезь, Хотеж-Колодезь) – wieś (ros. деревня, trb. dieriewnia) w zachodniej Rosji, w sielsowiecie szczegolańskim rejonu biełowskiego w obwodzie kurskim.

## Geografia
Miejscowość położona jest nad rzeką Bielica, 1 km od centrum administracyjnego sielsowietu szczegolańskiego (Szczegolоk), 16 km od centrum administracyjnego rejonu (Biełaja), 73 km od Kurska.
W granicach miejscowości znajdują się ulice: Konczanowka i Turuczka (51 posesji).

## Demografia
W 2010 r. miejscowość zamieszkiwało 99 osób.